# Ethan Happ
Ethan Happ (Milan, Illinois; 7 de mayo de 1996) es un baloncestista estadounidense, con nacionalidad de Macedonia del Norte, que pertenece al Valencia Basket de la Liga Endesa. Con 2,08 metros de estatura, ocupa la posición de pívot.

## Trayectoria deportiva

### High School
Asistió en su etapa de instituto al Rockridge High School de Taylor Ridge, Illinois, donde en su temporada sénior promedió 33 puntos y 15 rebotes por partido, llevando a su equipo a un balance de 28 victorias y 1 derrota. Participó en el Torneo Albert Schweitzer de 2014, donde en siete partidos promedió 19,1 puntos, 10,7 rebotes, 3,4 robos y 1,9 tapones, siendo elegido mejor jugador del prestigioso torneo de formación.

### Universidad
Jugó cuatro temporadas con los Badgers de la Universidad de Wisconsin-Madison, en las que promedió 15,3 puntos, 8,8 rebotes, 3,0 asistencias, 1,6 robos de balón y 1,1 tapones por partido. En su primera temporada fue elegido Freshman del Año de la  Big Ten Conference tras promediar 12,4 puntos y 7,9 rebotes por partido. En las tres siguientes sería incluido en el mejor quinteto de la conferencia, y en dos ocasiones (2016 y 2017) además en el mejor quinteto defensivo.
En su última temporada fue incluido en el segundo equipo consensuado All-American, Recibió además el Premio Kareem Abdul-Jabbar al mejor pívot de la División I de la NCAA, y el Pete Newell Big Man Award al menjor jugador interior de la liga, otorgado por la Asociación Nacional de Entrenadores de Baloncesto.

#### Estadísticas
| Año     | Equipo    | PJ  | PT  | MPP  | %TC  | %3P  | %TL  | RPP  | APP | ROB | TPP | PPP  |
| ------- | --------- | --- | --- | ---- | ---- | ---- | ---- | ---- | --- | --- | --- | ---- |
| 2015–16 | Wisconsin | 35  | 35  | 28.1 | .538 | .000 | .643 | 7.9  | 1.3 | 1.8 | 0.9 | 12.4 |
| 2016–17 | Wisconsin | 37  | 37  | 27.8 | .586 | .000 | .500 | 9.0  | 2.8 | 1.8 | 1.2 | 14.0 |
| 2017–18 | Wisconsin | 33  | 33  | 30.8 | .528 | .091 | .550 | 8.0  | 3.7 | 1.5 | 1.1 | 17.9 |
| 2018–19 | Wisconsin | 28  | 28  | 32.4 | .540 | .000 | .441 | 10.3 | 4.6 | 1.0 | 1.2 | 17.9 |
| Total   | Total     | 133 | 133 | 29.6 | .548 | .063 | .540 | 8.7  | 3.0 | 1.6 | 1.1 | 15.4 |

### Profesional
Tras no ser elegido en el draft de 2019, llega a Europa para jugar en las filas del Olympiacos B.C. de la A1 Ethniki, pero acabaría la temporada cedido en Italia en las filas del Vanoli Cremona de la Serie A.
En verano de 2020, firma por el Fortitudo Bologna de la Serie A, en el que promedia 13.5 puntos y 9.1 rebotes por partido.
El 19 de enero de 2021, abandona el Fortitudo Bologna, para firmar por el Dinamo Sassari de la Serie A italiana.
El 12 de enero de 2022, firma por el MHP Riesen Ludwigsburg de la Basketball Bundesliga alemana.
El 8 de julio de 2022, firma por el Club Baloncesto Breogán de la Liga Endesa. El 22 de enero de 2022, fue proclamado MVP de la jornada 17 de la Liga ACB 2022-23, consiguiendo 37 créditos de valoración en la derrota del Río Breogán ante el Real Madrid en el Palacio de Deportes de la Comunidad de Madrid.
El 29 de julio de 2023 alcanzó un acuerdo con el Dreamland Gran Canaria y firmó por una temporada.
El 2de julio de 2024 se anuncia su fichaje por el Valencia Basket de la Liga Endesa con un contrato por dos temporadas.

### Selección de Macedonia del Norte
Tras obtener la nacionalización, debutó con la selección de Macedonia del Norte el 23 de febrero ante Estonia, logrando 18 puntos y 10 rebotes en la derrota por 69-74.